# Johanniskirche (Krummesse)

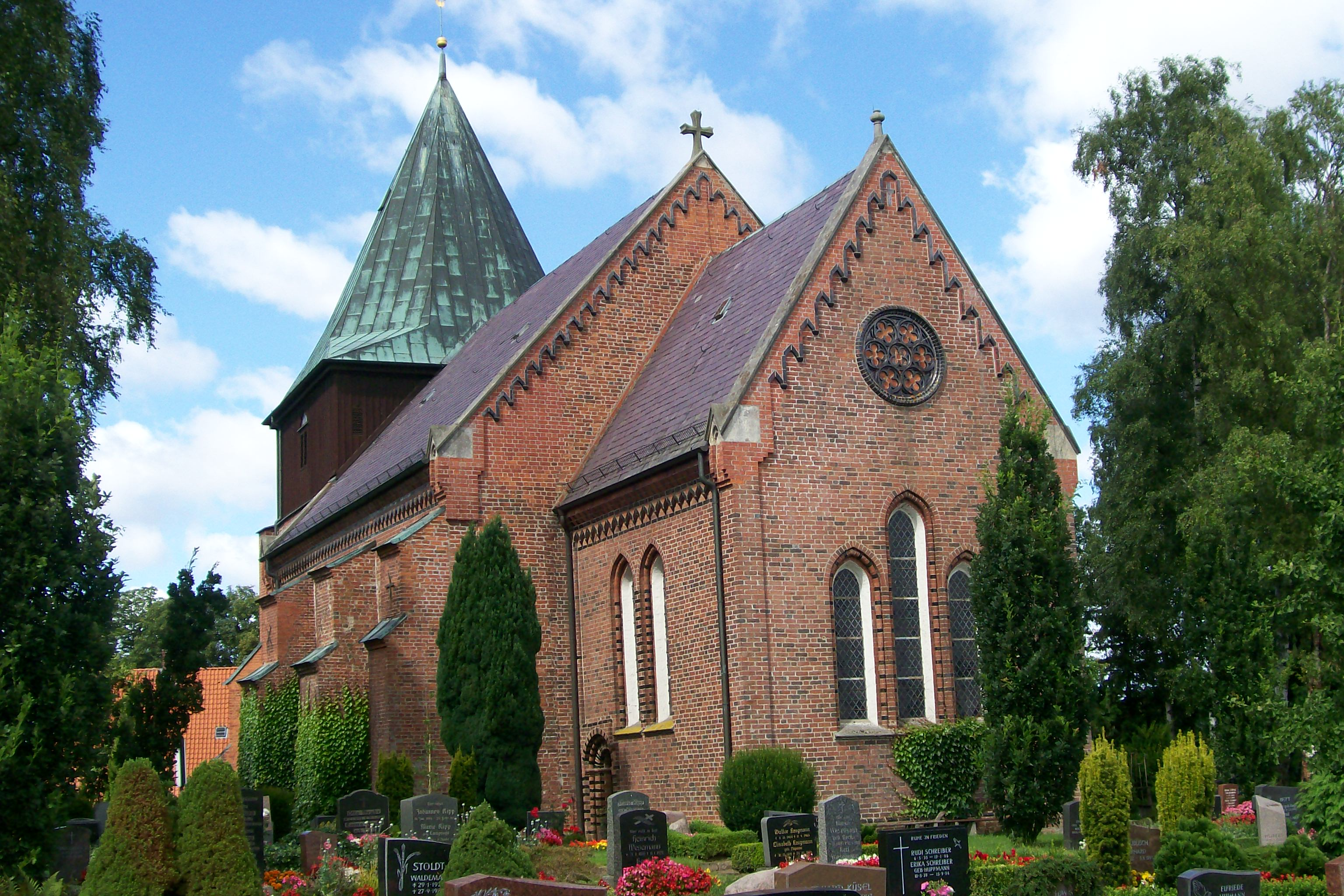
Die St.-Johanniskirche

Die St.-Johanniskirche im lauenburgisch-lübschen Krummesse ist eine backsteingotische Dorfkirche. Sie ist die Kirche der Evangelisch-Lutherischen Kirchengemeinde Krummesse im Sprengel Holstein-Lübeck der Nordelbischen Evangelisch-Lutherischen Kirche.

## Geschichte und Baubeschreibung
Die Johanniskirche wurde ab 1230 auf dem hohen Ufer der Stecknitz erbaut, die dann im Mittelalter zunächst zum Stecknitzkanal und Ende des 19. Jahrhunderts zum Elbe-Lübeck-Kanal ausgebaut wurde. Der älteste Teil der Kirche ist ihr quadratischer Chor. Diese für den ländlichen Kirchenbau in Sachsen-Lauenburg typische Bauweise ist einer der Hauptunterschiede zu den etwas älteren Vizelinkirchen im Holsteiner Gebiet nördlich von Lübeck. Eine Besonderheit für vergleichbare Kirchen in Schleswig-Holstein stellt das zweischiffige Langhaus mit drei Jochen auf zwei mittigen Pfeilern dar. Der Turm wurde um 1400 vorgesetzt, so dass das ursprüngliche Außenportal seither Innentür ist. Die Rundbögen der Turmfenster sind für die Spätgotik untypisch.

## Ausstattung
Das älteste Stück der Kirchenausstattung ist ein gotisches Weihwasserbecken. Die eindrucksvolle Triumphkreuzgruppe ist ein Werk der Spätgotik. Die Kanzel stammt aus dem 17. Jahrhundert, ihre Brüstungsfelder zeigen Christus, drei Jünger und Jakobs Kampf mit dem Engel. In der Barockzeit entstand der Altaraufsatz. Er ähnelt dem von Theodor Quellinus geschaffenen ehemaligen Hauptaltar des Lübecker Doms.

## Orgel

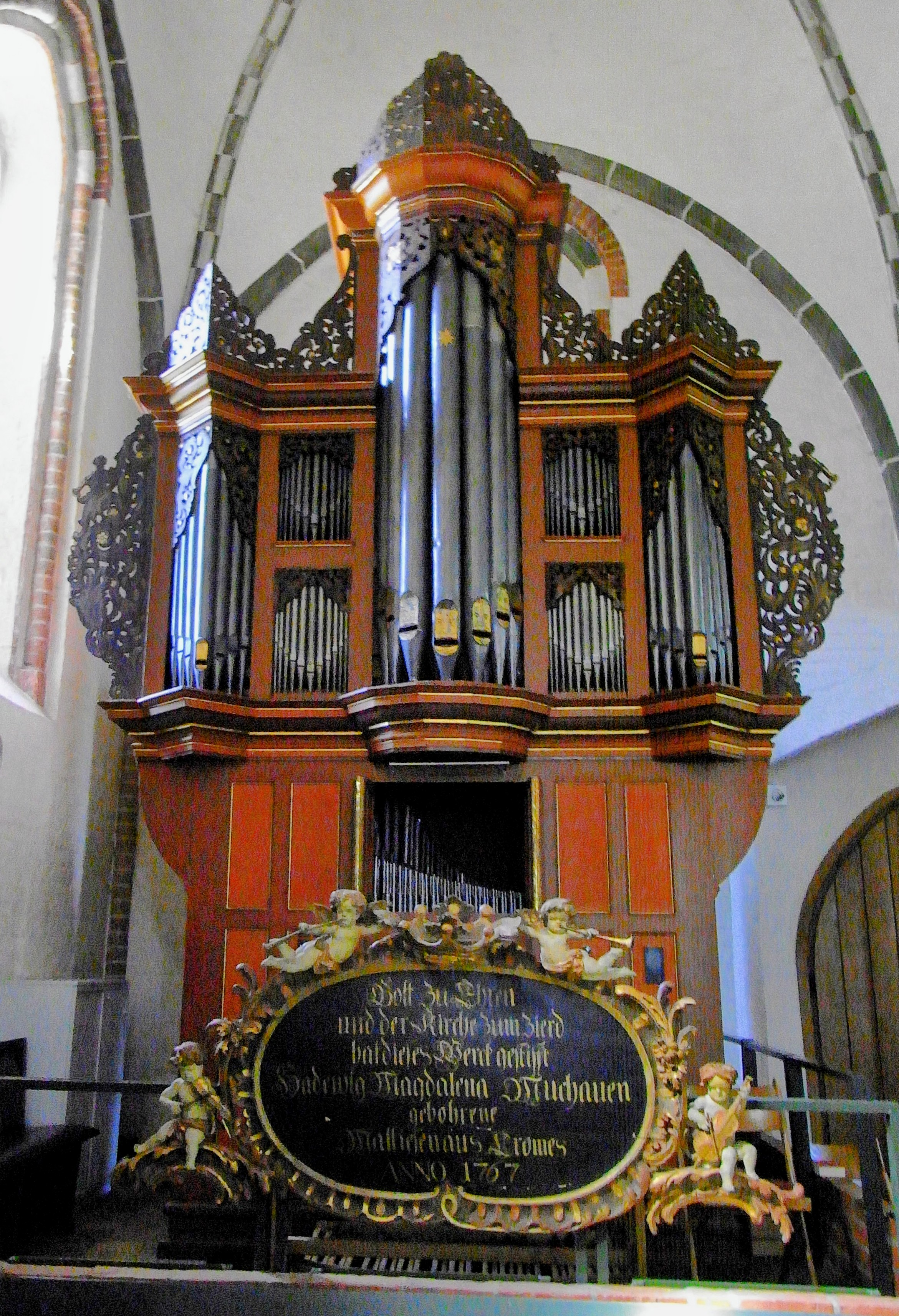
Vogel-Orgel von 1767

Um 1767 wurde die Orgel von Matthias Joachim Vogel eingebaut. Das Instrument verfügt über 21 Register, die auf zwei Manuale und Pedal verteilt sind. An den polygonalen Mittelturm schließen sich zwei doppelgeschossige Flachfelder an, die an den Seiten von Spitztürmen flankiert werden. Die reich profilierten Gesimse werden von Schnitzwerk bekrönt, das auch an den Seiten in Form sogenannter „Orgelohren“ das Instrument verziert. Nachdem die Firmen Marcussen und Kemper einige Stimmen ausgetauscht hatten, führte Klaus Becker im Jahr 1967 eine Renovierung durch. Knapp die Hälfte der Register sind noch original erhalten, darunter der Prinzipal 8′ im Prospekt, dessen Labien mit vergoldeten Masken bemalt sind.
| I Hauptwerk C–f3 |          |     |
| Burdon           | 16′      | (B) |
| Prinzipal        | 08′      |     |
| Rohrflöte        | 08′      |     |
| Oktave           | 04′      | (B) |
| Blockflöte       | 04′      |     |
| Quinte           | 02 ⁄3′ 0 |     |
| Oktave           | 02′      |     |
| Mixtur V-VI 0    |          | (B) |
| Trompete         | 08′      | (K) |

| II Brustwerk C–f3 |       |     |
| Gedackt           | 8′    |     |
| Prinzipal         | 4′    |     |
| Gedackt           | 4′    |     |
| Waldflöte 0       | 2′    |     |
| Quinte            | 1 ⁄3′ | (B) |
| Scharff III       |       | (B) |
| Regal             | 8′    | (B) |

| Pedalwerk C–       |       |     |
| Subbass            | 16′   | (B) |
| Prinzipal          | 08′ 0 | (K) |
| Rohrflöte          | 04′   | (M) |
| Rauschpfeife III 0 |       |     |
| Dulzian            | 16′   | (K) |

- Anmerkungen:

(K) = Register von Kemper
(M) = Register von Marcussen
(B) = Register von Becker (1967)

## Glocken
Die Kirche besitzt zwei Glocken, davon ist eine historisch. Auch in der Zeit um 1913 in der die Lübecker Glockenkunde geschrieben wurde, besaß die Kirche zwei Glocken. Die Innenschrift der heutigen Glocke 2 besagt jedoch das die Kirche einmal drei Glocken gehabt haben muss, eingegossen ist auf ihr "drei nevwe Glocken gegossen". Die drei Glocken wurden im Jahre 1624 von Arend Kleymann gegossen. Um das Jahr 1913 existierten die beiden Schwesterglocken der Glocke 2 jedoch nicht mehr. Zu dieser Zeit hängen im Turm die heutige Glocke 2 und eine größere Glocke von Lorenz Strahlborn aus dem Jahr 1717. Der untere Durchmesser der Glocke war 127 cm und die äußere Höhe betrag 96 cm. Die Glocke war reich verziert und trug folgende Inschriften:

"GLORIA IN EXCELSIS DEO  LAURENTIUS STRAELBORN ME FUDIT LUBECAE ANNO 1717" "ZV VMBGIESSVNG DIESER GLOCKE HAT DER WOHLGEB: || HERR THOMAS HIERONYMVS VON WETKEN ERBHERR || AVF SCHENCKENBERG . 50 RRICHSTALER . GEGEBEN. ||" "IN HONOREM DEI TRINVNIVS. || REGNANTE GEORGIO I. MAG : BRITANNIAE || FR: ET HIB: REGE || DEFENSORE FIDEI || DVCE BRVNVIC ET LVNEB : || S . R . I . ARCHITHES . ET ELECT : || PRINTCIPE PIO FELICI AVGVSTO PATRE PATRIAE || HAEC CAMPANA DENVO FVSA EST. || ANNO A . NAT: CHR : M : DCCXVII . "PASTOR IST DAMAHLS GEWESSEN IOHANNES OSTERMEIER. KIRCHEN IURATEN .ANTON SCHNAUER . IOHANN MUS. UND IOCHIM LUDEKEN ."

Die heutige große Glocke wurde 1955 von der Gießerei Rincker gegossen und hat den Schlagton es1.
| Glocke | Schlagton | Gießer, Gussort               | Gussjahr | Durchmesser | Merkmale | Inschrift |
| ------ | --------- | ----------------------------- | -------- | ----------- | --- | --- |
| 1      | es1       | Glockengießerei Rincker, Sinn | 1955     | 122 cm      | Unter dem Gießerzeichen auf der Schärfe eine Inschrift Hinten, auf der Flanke ein Kreuz, auf der hinteren Schärfe eine Inschrift | Schärfe: ST. JOHANNIS-KIRCHE KRUMMESSE IN LAUENBURG Hintere Schärfe: GLORIA IN EXCELSIS DEO |
| 2      | ges1      | Arend Kleymann                | 1624     | 110 cm      | Um Schulter und Flanke zwei Muster rundherum, zwischen diesen eine Inschrift                                                     | + ALS + HERR + FRANCISCVS + NOLTIVS + LAWEN + BVRGENSIS + SAZO - PASTOR + OTTO + BVIHE + HEINRICH + STEFFENS + CARSTEN + LVDERS + HEINRICH + KRONE + IVRATEN + GEWESEN + SEINT DIESE + DREI + NEVWE + GLOCKEN + GEGOSEN + 1624 + |